# Sybra dawsoni
Sybra dawsoni là một loài bọ cánh cứng trong họ Cerambycidae.